# Конвенција именовања (програмирање)
У програмирању, конвенција именовања је скуп правила за одабир редоследа знакова који ће се користити за идентификаторе који у изворном коду и документацији означавају променљиве, типове, функције и друге ентитете. 
Разлози за коришћење конвенције о именовању (за разлику од омогућавања програмерима да одаберу било који низ знакова) су следећи: 
- Да би се смањио напор потребан за читање и разумевање изворног кода;[1]
- Да би се приликом ревизије кода усредсредило на важнија питања од препирке око синтаксе и стандарда именовања.
- Да би се омогућило да се алати за преглед квалитета кода фокусирају углавном на значајна питања, а не на синтаксу и стил.

Избор конвенције именовања може бити изузетно контроверзан проблем, јер свако своју конвенцију сматра најбољом, а да су друге инфериорније. Колоквијално, ово се каже да је ствар догме. Многе компаније су такође успоставиле свој скуп конвенција. 

## Потенцијалне користи
Неке од потенцијалних користи које се могу постићи усвајањем конвенције именовања укључују следеће: 
- пружање додатних информација (тј. метаподатака) о коришћењу идентификатора;
- да помогне у формализацији очекивања и промовише доследност унутар развојног тима;
- омогућавање употребе аутоматизованог рефакторинга или претраживања и замене алата са минималном шансом за грешку;
- повећање јасноће у случајевима потенцијалне нејасноће;
- побољшање естетског и професионалног изгледа производа за рад (на пример, забраном претерано дугачких имена, комичних или „симпатичних“ имена или скраћеница);
- избегавање „судара у именовању” који могу настати када се комбинују радни производи различитих организација;
- пружање значајних података који ће се користити приликом препуштања пројеката за које је потребно достављање изворног кода програма и релевантне документације;
- боље разумевање у случају поновне употребе кода након дужег временског интервала.

## Изазови
Избор конвенције именовања (и степен њене примене) често је спорно питање, јер неки сматрају да су најбоље њихове конвенције, а да су друге инфериорније. Штавише, чак и ако постоје познате и добро дефинисане конвенције о именовању, неке организације могу се неуспешно придржавати истих, што изазива недоследност и конфузију. Ови изазови могу се погоршати ако су правила о конвенцији именовања интерно недоследна, произвољна, тешко их је запамтити или их на други начин доживљавају као оптерећење, а не као нешто корисно. 

## Читљивост
Добро одабрани идентификатори знатно олакшавају програмерима и аналитичарима да разумеју шта систем ради и како да поправе или прошире изворни код. 

На пример, иако је изјава 
```
 
a
 
=
 
b
 
*
 
c
;

```

синтаксно тачна, њена сврха није евидентна. Упоредите то са: 
```
 
nedeljna_plata
 
=
 
radni_sati
 
*
 
satnica
;

```

 што подразумева намеру и значење изворног кода, бар онима који су упознати са контекстом изјаве. 